# Идра (каббала)
Идра (арам. אִדְרָא)— каббалистический труд, включённый в печатные издания книги Зогар. Современные учёные полагают, что «Идра» относится к третьему поколению зогарической литературы, наряду с Тикуней ха-Зохар и «Раайя Мехемна» («Верный пастырь»). Основная часть книги Зогар относится ко второму поколению зогарических материалов.
В зогарической литературе есть два текста, называемых Идра:
- Идра Рабба[ивр.] (Зогар 3:127б-145а): Шимон бар Йохай с девятью учениками выясняет тайны каббалы[2]. Каждый излагает различные конфигурации парцуфим, трое из них умирают в экстазе, делая это. Говорится о физическом союзе мужчины и женщины и о том, как эти двое аналогичны Яхве, который создал Адама (человечество, как мужчин, так и женщин) с присущими им чертами «милосердия» (хесед, мужская черта) и суд (гвура, дин), женская черта.
- Идра Зута[ивр.] (Зогар 3:287б-296д): Спустя годы, к смертному одру Шимона бар Йохая, приходят семь его ещё живых учеников (в их числе Элиэзер бен-Шимон, Иегуда бар-Илай, Иосе бен-Халафта) вместе со всем небесным воинством. Он один объясняет конфигурации парцуфим, поэтому эта работа более унифицирована. Шимон бар Йохай колеблется между этим миром и следующим. Он повелел своим ученикам отпраздновать его смерть в тот день как Йом Хиллула[англ.] (День радости)[3], поскольку это должно было мессиански объединить имманентный и трансцендентный «божественный свет» Творения (ор[англ.]). «Идра Зута» считается самым глубоким учением книги Зогар[4]. Йом Хиллула рабби Шимона бар Йохая[англ.] ежегодно отмечается в праздник Лаг ба-Омер на его могиле[англ.].

В стандартном печатном издании книги Зогар Идра Рабба напечатана в разделе, относящемся к недельной главе Насо, а Идра Зута— в разделе Хаазину.

## Лурианская систематизация парцуфим
Лурианская каббала XVI века систематизировала зогарические парцуфим, переосмыслив всю каббалистическую схему. Хаим бен Йосеф Виталь описал, что Ицхак Лурия созвал своих учеников в традиционном месте собрания Идра Рабба близ горы Мерон, поместив каждого в указанное место их прежних воплощений в качестве учеников Шимона бар Йохая. При этом он отождествлял себя с Шимоном бар Йохаем.